# Cầu Alcántara
Cầu Alcántara (còn gọi là Cầu Trajan tại Alcántara (Trajan's Bridge at Alcantara) là cây cầu vòm bằng đá, kiến trúc vòm thời La Mã bắc qua sông Tagus tại Alcántara, Extremadura, Tây Ban Nha. Cầu được xây dựng vào khoảng giữa năm 104 – 106 sau C.N., theo đơn đặt hàng của hoàng đế Trajan vào năm 98. Cầu được xem là cấu trúc cầu La Mã quan trọng nhất còn tồn tại.

## Lịch sử

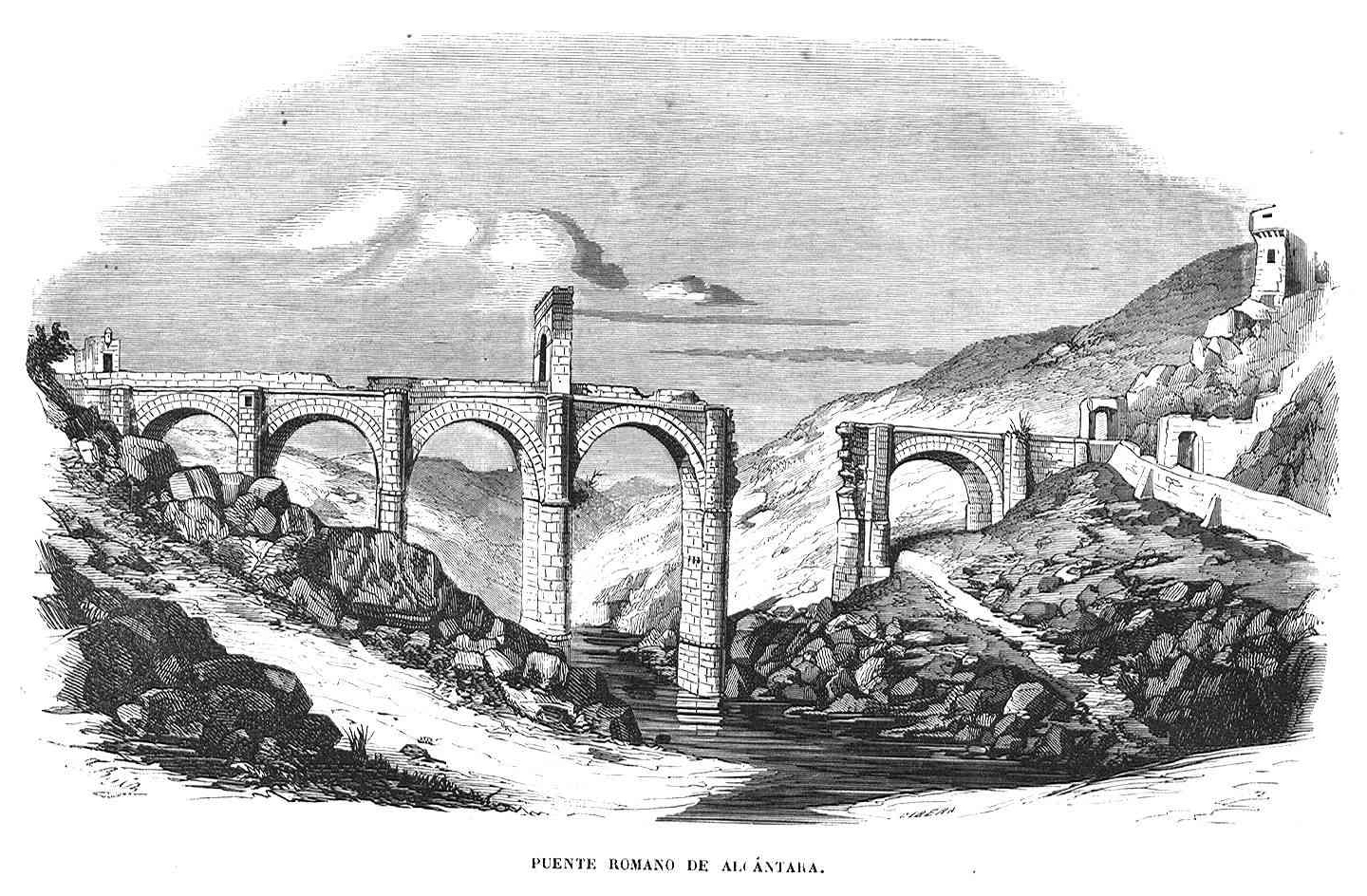
Minh họa trong một tạp chí Tây Ban Nha năm 1857 với chiếc cầu bị gãy 1 nhịp

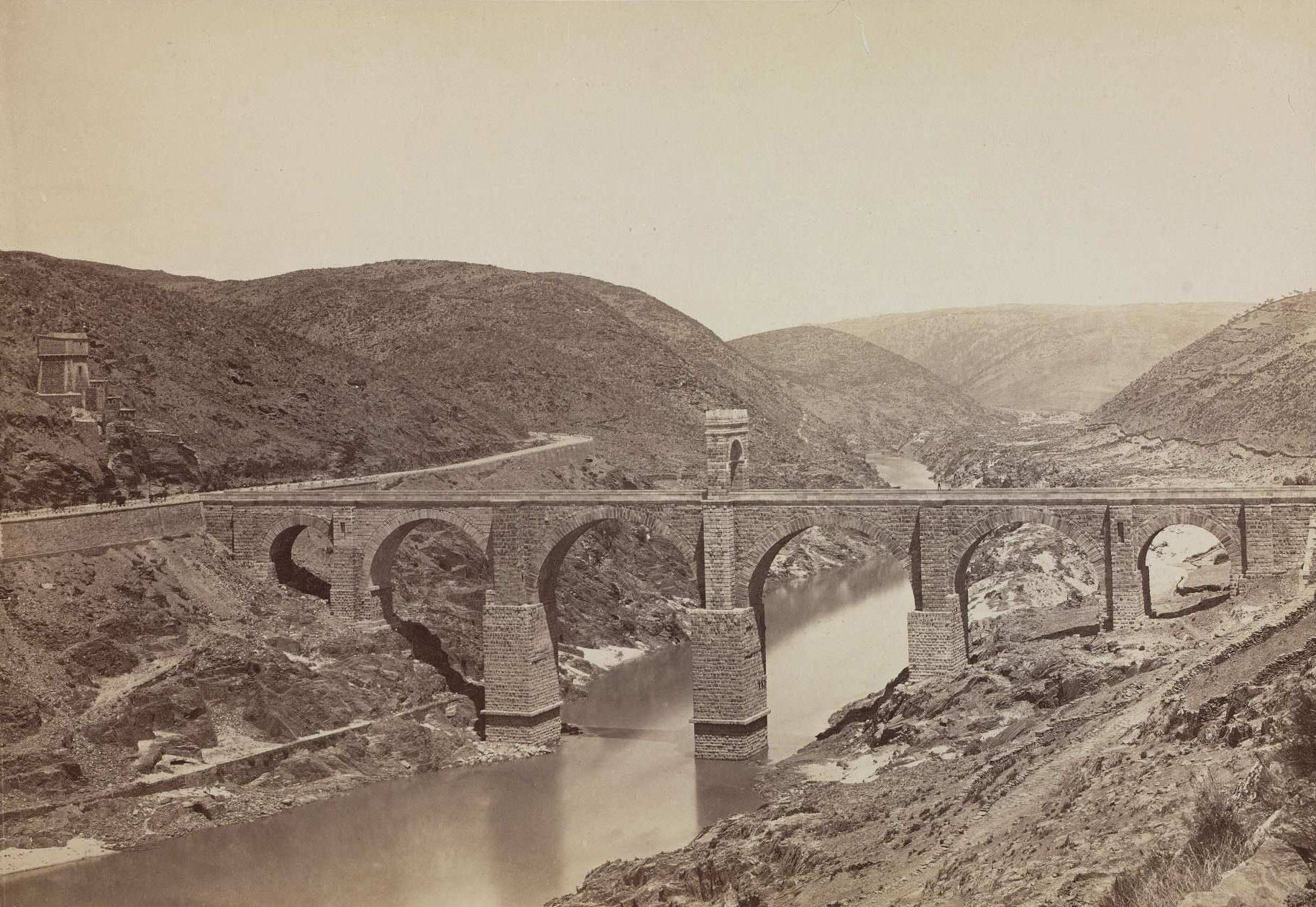
Hình ảnh của cầu Alcantara (khoảng năm 1870), bởi Jean Laurent, nhìn từ phía nam

Cầu Alcántara đã phải chịu nhiều thiệt hại từ chiến tranh hơn là từ các yếu tố khác trong những năm qua. Người Moor đã phá hủy một trong những vòm nhỏ nhất trong năm 1214 và cầu đã được sửa chữa lại vào năm 1543, bằng đá lấy từ các mỏ đá gốc. Vòm thứ hai ở phía tây bắc đã bị phá hủy vào năm 1760 bởi người Tây Ban Nha để ngăn chặn người Bồ Đào Nha tiến vào và đã được sửa chữa vào năm 1762 bởi vua Carlos III, nhưng lại bị phá hủy một lần nữa vào năm 1809 bởi các lực lượng của Wellington cố gắng để ngăn chặn người Pháp. Cầu được sửa chữa tạm thời vào năm 1819, nhưng rồi cầu đã bị phá hủy một lần nữa vào năm 1836 bởi nhóm theo Charles de Bourbon. Cây cầu được xây dựng lại vào năm 1860 bằng vữa. Và sau khi hoàn thành Đập Alcántara, những trụ cột chính đã được hoàn toàn sửa chữa vào năm 1969.

## Mô tả

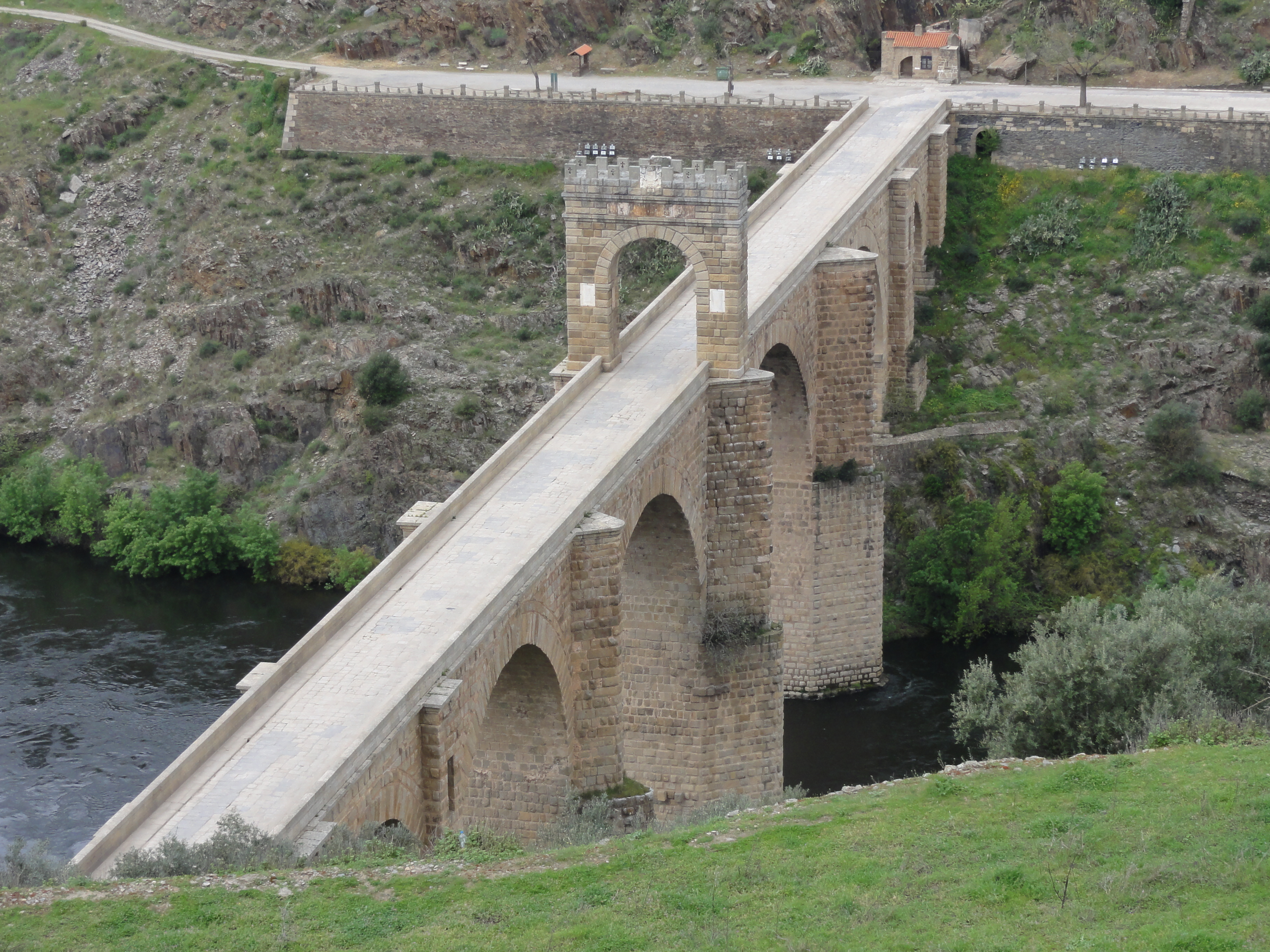

Lúc đầu, cầu đo được 190 m chiều dài, ngày hôm nay giảm xuống còn 181,7 m. Các nhịp trong sáu vòm từ cánh phải đến bờ sông bên trái là 13,6, 23,4, 28,8, 27,4, 21,9 và 13,8 m. Cầu rộng khoảng 8 mét rộng và cao khoảng 50 mét so với mực nước dâng bình thường của Tagus, tổng chiều cao của cầu là 71 mét. Hai vòm chính của cây cầu dài 27,34 mét và 28,60 mét, được xem là cấu trúc vòm cổ đại lớn nhất còn tồn tại.
Cầu có khắc dòng chữ Pontem perpetui mansurum in saecula mundi ("Cầu sẽ trường tồn mãi mãi với thế giới") trên cổng vòm chính.

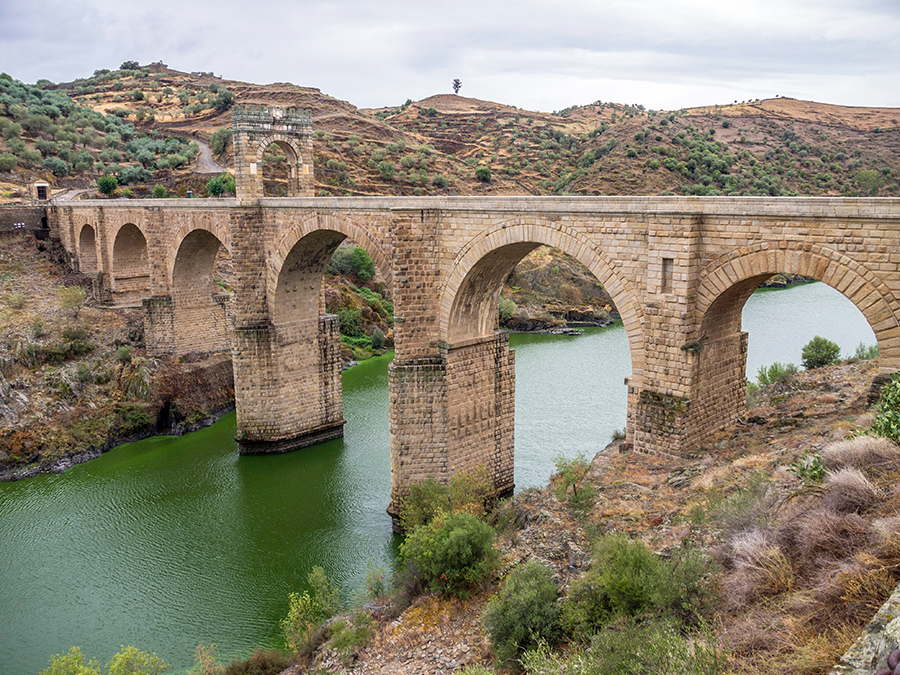
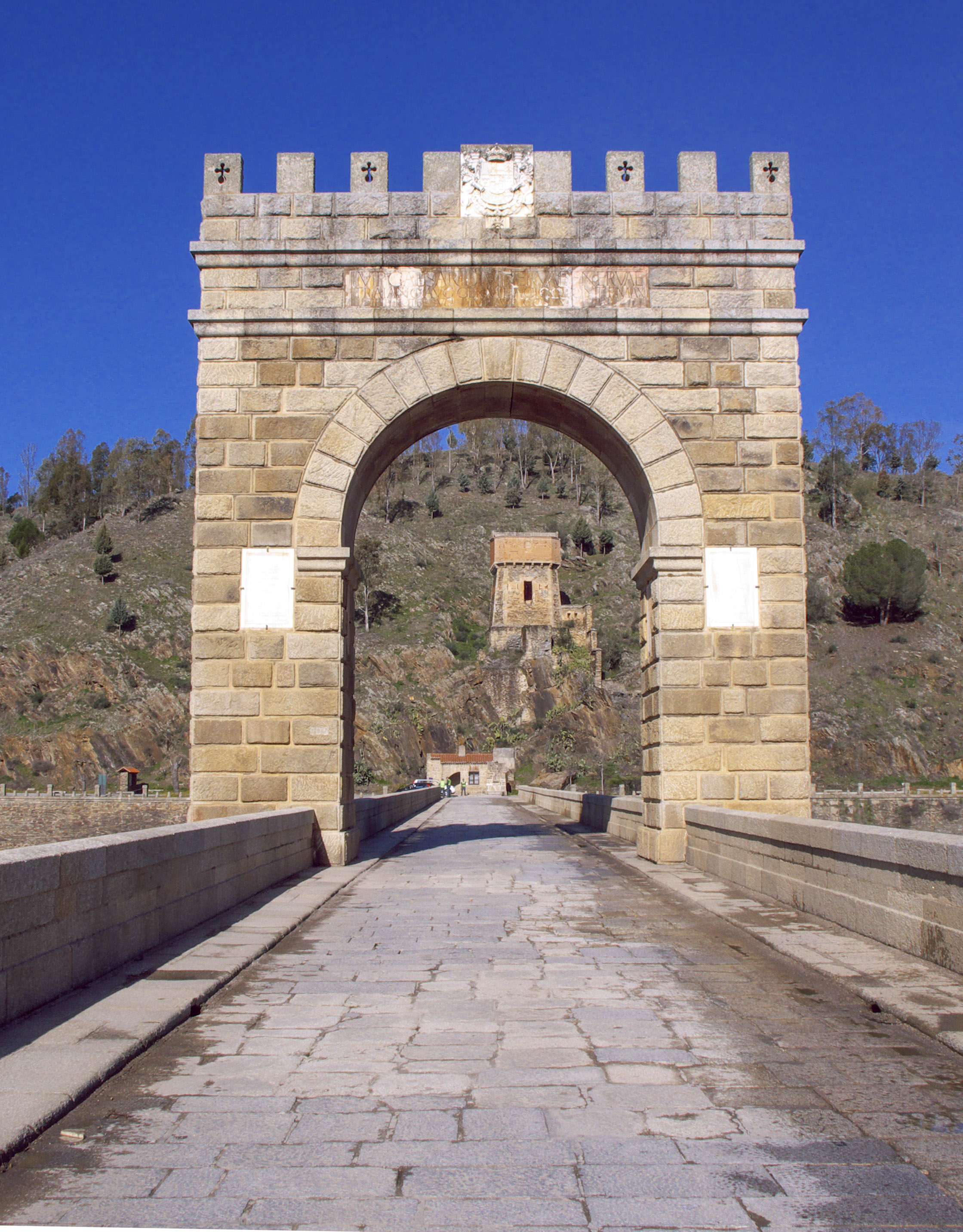
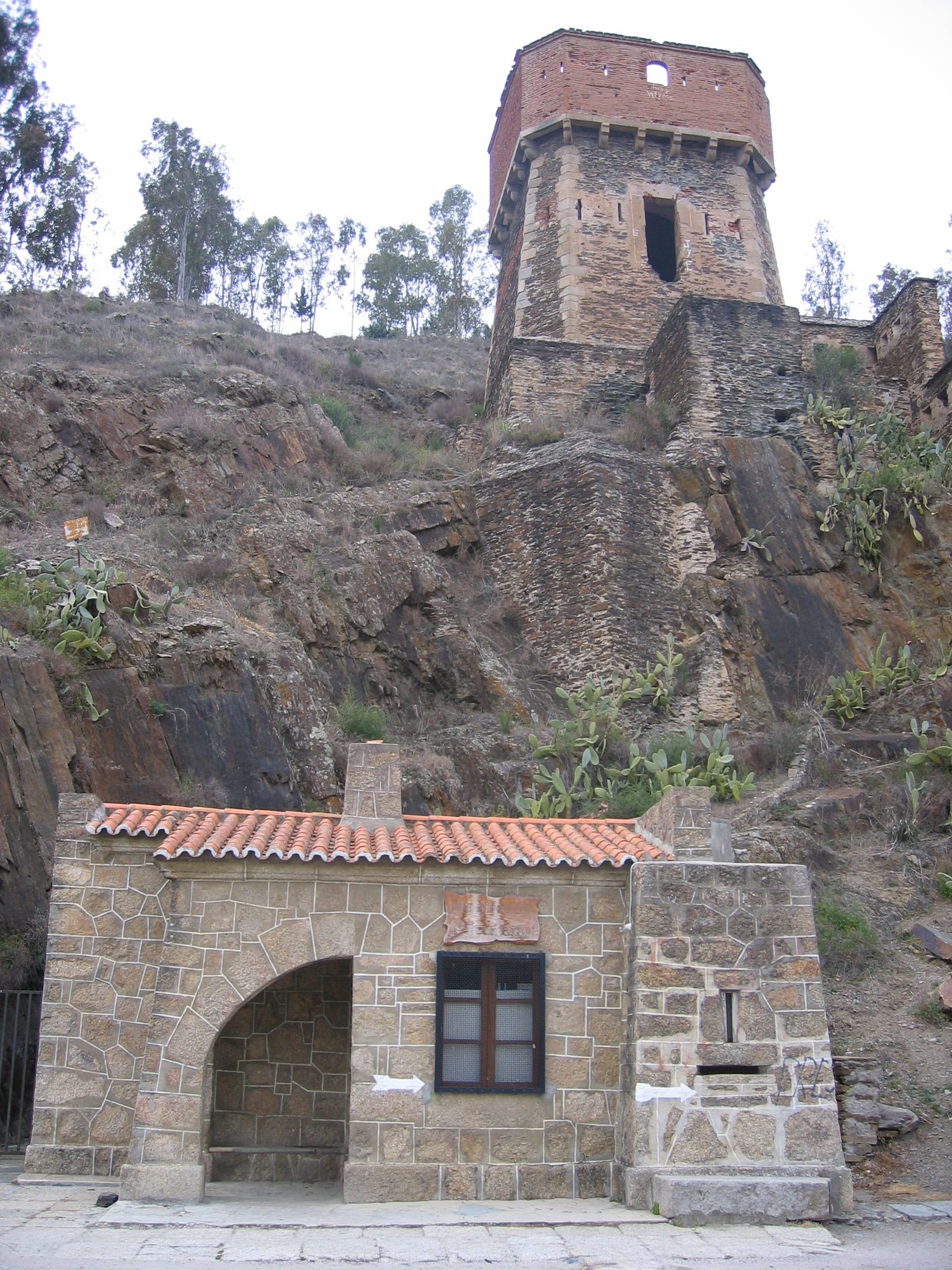
Di tích pháo đài biên giới thời Hoàng đế Charles V của Pháp (Torre de Oro)
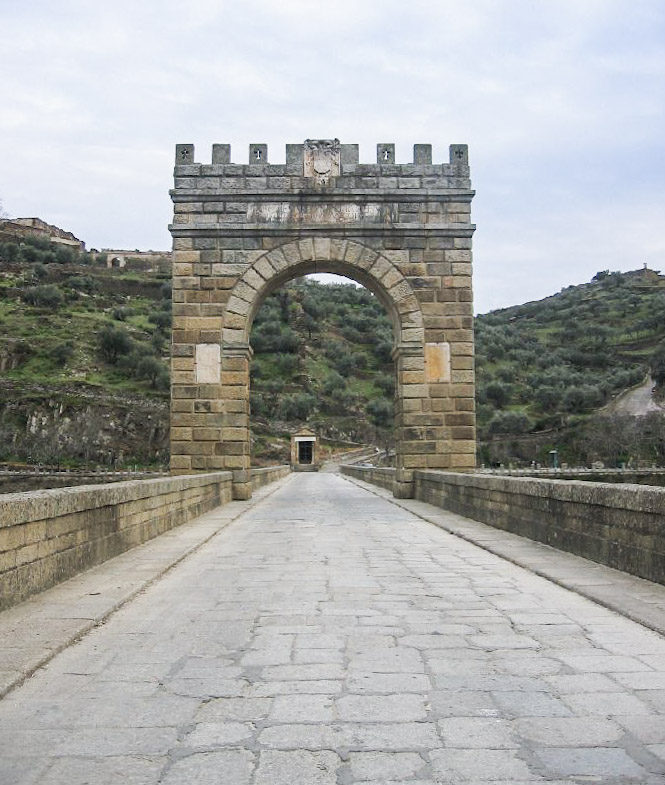
Nhìn về phía nam, trong nền của đền thờ nhỏ với mộ Caius Iulius Lacer, người thiết kế
Lối vào của ngôi đền với mộ LacerLối vào của ngôi đền với mộ Lacer